# Timpson (Teksas)
Timpson je grad u američkoj saveznoj državi Teksas. Prema popisu stanovništva iz 2010. u njemu je živjelo 1.155 stanovnika.